# Tomasz Nałęcz
Tomasz Nałęcz (ur. 29 października 1949 w Gołyminie) – polski historyk, publicysta i polityk, doktor habilitowany nauk humanistycznych, profesor nadzwyczajny Uniwersytetu Warszawskiego. Poseł na Sejm II i IV kadencji (1993–1997, 2001–2005), wicemarszałek Sejmu IV kadencji, w latach 2010–2015 doradca prezydenta RP.

## Życiorys
Absolwent I Liceum Ogólnokształcącego im. Zygmunta Krasińskiego w Ciechanowie. W 1972 ukończył studia na Wydziale Historycznym Uniwersytetu Warszawskiego. Na tej samej uczelni doktoryzował się w 1977, zaś doktorem habilitowanym nauk humanistycznych został w 1988. Członek redakcji „Dziejów Najnowszych” w latach 1988–1991. W 1992 objął stanowisko profesora nadzwyczajnego w Zakładzie Historii XX wieku na Wydziale Historycznym Uniwersytetu Warszawskiego, a następnie stanowisko profesora w Akademii Humanistycznej im. Aleksandra Gieysztora w Pułtusku na Wydziale Nauk Politycznych. W pracy naukowej zajął się historią polityczną Polski XIX i XX wieku z uwzględnieniem historii ruchu robotniczego, a także najnowszą historią powszechną i Polski. Wśród wypromowanych przez niego doktorów znalazł się Bogusław Kopka. W latach 2000–2001 był recenzentem historycznym na planie serialu biograficznego Marszałek Piłsudski.
Należał do Związku Młodzieży Socjalistycznej, był m.in. przewodniczącym zarządu wydziałowego i członkiem zarządu uczelnianego tej organizacji. W latach 1970–1990 należał do Polskiej Zjednoczonej Partii Robotniczej. Pełnił m.in. funkcję I sekretarza POP na Wydziale Historycznym UW, a także sekretarza komitetu uczelnianego PZPR. W latach 1980–1981 był członkiem NSZZ „Solidarność”. Pod koniec lat 80. znalazł się wśród działaczy tzw. reformistycznego Ruchu 8 Lipca. W 1990 został jednym z wiceprzewodniczących Socjaldemokracji Rzeczypospolitej Polskiej. Wystąpił z SdRP po ujawnieniu afery dotyczącej tzw. moskiewskiej pożyczki.
Podczas wyborów prezydenckich w 1990 był szefem sztabu kandydata SdRP na prezydenta Włodzimierza Cimoszewicza, który w I turze zajął 4. miejsce. Od 1990 do 1994 wykonywał mandat radnego Mokotowa. W latach 1993–1997 zasiadał w Sejmie II kadencji z listy Unii Pracy (w wyborach uzyskał w okręgu warszawskim 1314 głosów). Nie został ponownie wybrany w 1997. W wyborach samorządowych w 1998 bezskutecznie kandydował do Rady Warszawy z listy koalicji Przymierze Społeczne.
W wyborach parlamentarnych w 2001 po raz drugi uzyskał mandat poselski z okręgu radomskiego z listy koalicji SLD-UP. W Sejmie IV kadencji wybrano go na stanowisko wicemarszałka. Do końca marca 2004 pełnił funkcję wiceprzewodniczącego Unii Pracy. W latach 2003–2004 przewodniczył sejmowej komisji śledczej badającej „aferę Rywina”. 1 kwietnia 2004 przystąpił do zakładanej przez Marka Borowskiego Socjaldemokracji Polskiej. W czerwcu 2005 został szefem sztabu wyborczego kandydata na prezydenta Marka Borowskiego, jednak w sierpniu otwarcie opowiedział się za kandydaturą Włodzimierza Cimoszewicza i został jego rzecznikiem, za co wykluczono go z SDPL i skreślono z listy wyborczej kandydatów na posłów w wyborach parlamentarnych.
Przez kilka lat publikował felietony w tygodniku „Wprost”, zatytułowane Widziane z lewej strony. Po zakończeniu działalności w Sejmie powrócił do pracy na Uniwersytecie Warszawskim. Był też nauczycielem akademickim w Prywatnej Wyższej Szkole Nauk Społecznych, Komputerowych i Medycznych w Warszawie.
W wyborach do Parlamentu Europejskiego w 2009 bez powodzenia ubiegał się o mandat z ramienia koalicji Porozumienie dla Przyszłości, uzyskując 4691 głosów (1,21%). 5 lipca tego samego roku ponownie został członkiem Socjaldemokracji Polskiej.
W grudniu 2009 zadeklarował ubieganie się w 2010 o urząd prezydenta RP z ramienia PD i SDPL, jednak w kwietniu 2010 wycofał się z udziału w wyborach, udzielając następnie poparcia kandydaturze Bronisława Komorowskiego. 27 września tego samego roku został doradcą prezydenta Bronisława Komorowskiego do spraw historii i dziedzictwa narodowego. Pełnił tę funkcję do 5 sierpnia 2015. W 2018 zasiadł w radzie Fundacji Instytut Bronisława Komorowskiego, następnie został członkiem rady programowej tej fundacji.
Członek Stowarzyszenia Pracowników, Współpracowników i Przyjaciół Rozgłośni Polskiej Radia Wolna Europa Imienia Jana Nowaka-Jeziorańskiego w Warszawie. W 2024 z ramienia Koalicji Obywatelskiej został wybrany na radnego Wawra, w maju tego samego roku został wiceprzewodniczącym rady dzielnicy. 

## Odznaczenia
W 2015 prezydent Bronisław Komorowski odznaczył go Krzyżem Kawalerskim Orderu Odrodzenia Polski. W 1980 otrzymał Srebrny Krzyż Zasługi.

## Życie prywatne
Od 1972 był mężem historyk Darii Nałęcz (zm. 2022). Ma syna Andrzeja.

## Wybrane publikacje
Jako autor:
- II Rzeczpospolita – nadzieje i rzeczywistość (1978)
- 60-lecie odzyskania niepodległości: program dla uniwersytetów powszechnych (1978)
- Wiedza o Polsce współczesnej: zestaw tematyczny (1979)
- Sprawa polska w I wojnie światowej: materiał pomocniczy dla nauczycieli historii (1982)
- Dzieje narodu i państwa polskiego: program studium (1983)
- Najnowsza historia polski: program studium (1983)
- Polska Organizacja Wojskowa 1914–1918 (1984)
- Józef Piłsudski w legendzie historycznej (1984)
- Irredenta polska (1987)
- Rządy Sejmu 1921–1926 (1991)
- Spór o kształt demokracji i parlamentaryzmu w Polsce w latach 1921–1926 (1994)
- Historia XX wieku (2000)
- Afera Rywina. Odsłanianie prawdy (2023)

Jako współautor:
- z Darią Nałęcz:
  - ...zemsty grom, ludu gniew (1984)
  - Józef Piłsudski – legendy i fakty (1986)
  - Pogrzeb marszałka Józefa Piłsudskiego: zmarł 12 maja 1935 (1988)
- z Henrykiem Samsonowiczem, Januszem Tazbirem i Tadeuszem Łepkowskim:
  - Polska. Losy państwa i narodu do 1939 roku (wyd. 6. 2003)
- z Tomaszem Kizwalterem:
  - Polska 1831–1939 (2007)